# 紐肯辛頓

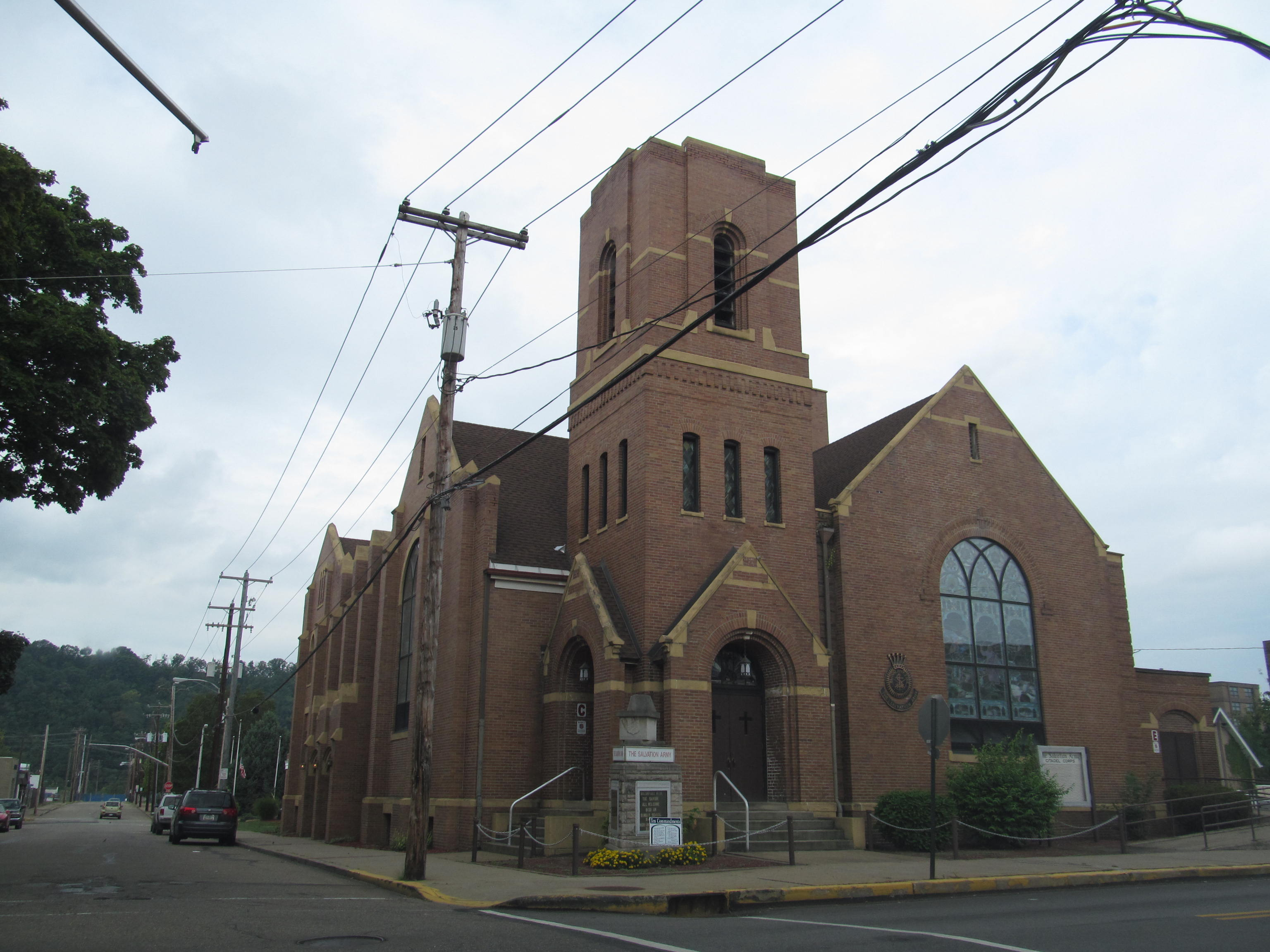
紐肯辛頓

紐肯辛頓（New Kensington），簡稱紐肯（New Ken），位於美國賓夕法尼亞州威斯特摩蘭縣，匹茲堡東北方約29公里。2020年紐肯辛頓有人口12,170人。